# Irmgard Feldhaus
Irmgard Feldhaus (* 20. Februar 1920 in Neuss; † 8. August 2010 ebenda) war eine deutsche Kunsthistorikerin und Museumsleiterin.

## Leben
Irmgard Feldhaus stammte aus der Unternehmerfamilie Feldhaus, die in Neuss die Schokolade Novesia herstellte. In München studierte sie Kunstgeschichte und schloss das Studium 1945 mit der Promotion ab. Ab 1949 übernahm sie in der Neusser Kommunalverwaltung die Leitung des Stadtarchivs und der Stadtbibliothek und sorgte für die Wiedereröffnung des Neusser Stadtmuseums, welches sie bis 1985 leitete. Sie war seit 1956 die erste Schriftleiterin von „Novaesium“, des „Neusser Jahrbuchs für Kunst, Kultur und Geschichte“.

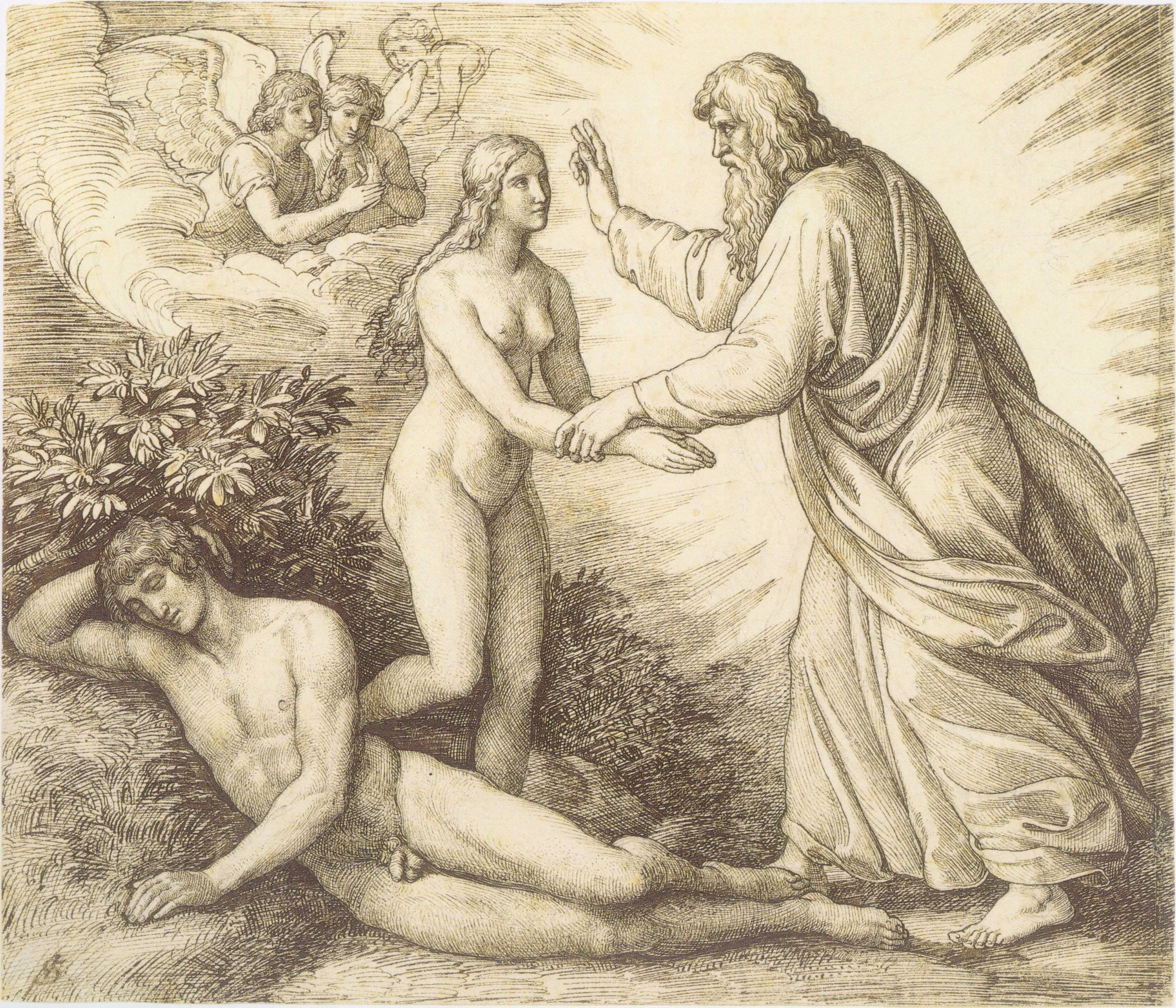
Schnorr von Carolsfeld, Die Erschaffung Evas Bleistiftzeichnung, 1821. Katalog der Ausstellung 1982 in Neuss, Nr. 4

Das 1950 in Clemens-Sels-Museum umbenannte Museum befand sich nach den Kriegszerstörungen im Neusser Obertor, der Deilmann-Bau wurde 1975 eröffnet. Feldhaus kuratierte 1982 eine Ausstellung zu Julius Schnorr von Carolsfeld und den Nazarenern. 
Mit einer graphischen Sammlung, mit Werken der englischen Präraffaeliten und des Symbolismus und mit moderner Primitiver Kunst / Naiver Kunst (so Adalbert Trillhaase und Max Raffler)  hat Feldhaus die Sammlungen mit speziellen Akzenten ergänzen können. 
In der Stiftung Insel Hombroich wurde Anfang 2010 das „Feld-Haus – Museum für populäre Druckgrafik“  als Dependance des Clemens-Sels-Museums auf dem KirkebyFeld im Kulturraum Hombroich eröffnet. Die dort präsentierten Grafiken aus dem 18. und 19. Jahrhundert sind jeweils Teil der umfangreichen Sammlung von ca. 5000 Blatt, die Feldhaus im Jahr 2006 der Stadt Neuss schenkte.

## Veröffentlichungen (Auswahl)
- Die zweischiffigen Kirchen an der Mosel und in der Eifel. München 1945 (= maschinenschriftliche Dissertation).
- Städtisches Clemens-Sels-Museum Neuss, Neuss : Clemens-Sels-Museum, 1950
- Gemälde der Sammlung Sulpiz und Melchior Boisserée und Johann B. Bertram lithographiert von Johann Nepomuk Strixner, Neuss : Clemens-Sels-Museum, 1980
- (Hrsg.): Naive Kunst im Clemens-Sels-Museum Neuss, Recklinghausen : Bongers  1983
- Julius Schnorr von Carolsfeld. Die Bibel in Bildern und andere biblische Bilderfolgen der Nazarener. Katalog der Ausstellung, Clemens-Sels-Museum Neuss 28. November 1982 – 27. Februar 1983  goethezeitportal
- Clemens-Sels-Museum Neuss, Braunschweig : Westermann, 1984